# 小行星13562
小行星13562（13562 Bobeggleton）是一颗绕太阳运转的小行星，为主小行星带小行星。该小行星于1992年9月28日发现。

## 轨道参数
小行星13562的轨道半长轴为3.1936102 UA，离心率为0.118。